# Matriu Cabibbo–Kobayashi–Maskawa
En el model estàndard de física de partícules, la matriu Cabibbo–Kobayashi–Maskawa, la matriu CKM, la matriu de mescla de quarks o la matriu KM és una matriu unitària que conté informació sobre la força de la interacció feble que canvia el sabor. Tècnicament, especifica el desajust dels estats quàntics dels quarks quan es propaguen lliurement i quan participen en les interaccions febles. És important en la comprensió de la violació de CP. Aquesta matriu va ser introduïda durant tres generacions de quarks per Makoto Kobayashi i Toshihide Maskawa, afegint una generació a la matriu introduïda anteriorment per Nicola Cabibbo. Aquesta matriu també és una extensió del mecanisme GIM, que només inclou dues de les tres famílies actuals de quarks.

## La matriu

### Predecessor: la matriu de Cabibbo

L'angle de Cabibbo representa la rotació de l'espai vectorial d'estat propi de massa format pels estats propis de massa a l'espai vectorial d'estats propis febles format pels estats propis febles θc = 13.02°.

El 1963, Nicola Cabibbo va introduir l' angle de Cabibbo (θc) per preservar la universalitat de la interacció feble. Cabibbo es va inspirar en treballs anteriors de Murray Gell-Mann i Maurice Lévy, sobre els corrents febles axials i vectors no estranys i estranys girats de manera efectiva, als quals fa referència.
A la llum dels conceptes actuals (encara no s'havien proposat els quarks), l'angle de Cabibbo està relacionat amb la probabilitat relativa que els quarks estranys i down decain en quarks superiors ( |Vud|2 i |Vus|2 , respectivament). En la terminologia de la física de partícules, l'objecte que s'acobla al quark up mitjançant una interacció feble de corrent carregat és una superposició de quarks de tipus down, aquí denotada per d′. Matemàticament això és:
{\displaystyle d'=V_{\mathrm {ud} }\;d~~+~~V_{\mathrm {us} }\;s~,}
o utilitzant l'angle de Cabimbo:
{\displaystyle d'=\cos \theta _{\mathrm {c} }\;d~~+~~\sin \theta _{\mathrm {c} }\;s~.}
Utilitzant els valors acceptats actualment per a | V ud | i | V us | (vegeu més avall), l'angle de Cabibbo es pot calcular utilitzant
{\displaystyle \tan \theta _{\mathrm {c} }={\frac {\,|V_{\mathrm {us} }|\,}{|V_{\mathrm {ud} }|}}={\frac {0.22534}{0.97427}}\quad \Rightarrow \quad \theta _{\mathrm {c} }=~13.02^{\circ }~.}
Quan es va descobrir el quark charm l'any 1974, es va notar que el quark down i estrany podia passar al quark up o charm, donant lloc a dos conjunts d'equacions:
{\displaystyle d'=V_{\mathrm {ud} }\;d~~+~~V_{\mathrm {us} }\;s~,}
{\displaystyle s'=V_{\mathrm {cd} }\;d~~+~~V_{\mathrm {cs} }\;s~;}
o utilitzant l'angle de Cabimbo:
{\displaystyle d'=~~~\cos {\theta _{\mathrm {c} }}\;d~~+~~\sin {\theta _{\mathrm {c} }}\;s~,}
{\displaystyle s'=-\sin {\theta _{\mathrm {c} }}\;d~~+~~\cos {\theta _{\mathrm {c} }}\;s~.}
Això també es pot escriure en notació matricial com:
{\displaystyle {\begin{bmatrix}d'\\s'\end{bmatrix}}={\begin{bmatrix}V_{\mathrm {ud} }&V_{\mathrm {us} }\\V_{cd}&V_{cs}\\\end{bmatrix}}{\begin{bmatrix}d\\s\end{bmatrix}}~,}
o utilitzant l'angle Cabimbo
{\displaystyle {\begin{bmatrix}d'\\s'\end{bmatrix}}={\begin{bmatrix}~~\cos {\theta _{\mathrm {c} }}&\sin {\theta _{\mathrm {c} }}\\-\sin {\theta _{\mathrm {c} }}&\cos {\theta _{\mathrm {c} }}\\\end{bmatrix}}{\begin{bmatrix}d\\s\end{bmatrix}}~,}
on els diversos |Vij| 2 representen la probabilitat que el quark de sabor j decaï en un quark de sabor i. Aquesta matriu de rotació 2×2 s'anomena "matriu de Cabibbo" i posteriorment es va expandir a la matriu CKM 3×3.

Una representació pictòrica dels modes de decadència dels sis quarks, amb una massa augmentant d'esquerra a dreta.

## Matriu CKM
El 1973, observant que la violació de CP no es podia explicar en un model de quatre quarks, Kobayashi i Maskawa van generalitzar la matriu de Cabibbo a la matriu de Cabibbo-Kobayashi-Maskawa (o matriu CKM) per fer un seguiment de les dèbils decaïments de tres generacions de quarks:
{\displaystyle {\begin{bmatrix}d'\\s'\\b'\end{bmatrix}}={\begin{bmatrix}V_{\mathrm {ud} }&V_{\mathrm {us} }&V_{\mathrm {ub} }\\V_{\mathrm {cd} }&V_{\mathrm {cs} }&V_{\mathrm {cb} }\\V_{\mathrm {td} }&V_{\mathrm {ts} }&V_{\mathrm {tb} }\end{bmatrix}}{\begin{bmatrix}d\\s\\b\end{bmatrix}}~.}

Un diagrama que representa les rutes de decadència a causa de la interacció feble carregada i alguna indicació de la seva probabilitat. La intensitat de les línies ve donada pels paràmetres CKM

A l'esquerra hi ha els socis doblets d'interacció febles dels quarks de tipus down, i a la dreta hi ha la matriu CKM, juntament amb un vector d'estats propis de massa de quarks de tipus down. La matriu CKM descriu la probabilitat d'una transició d'un quark de sabor j a un altre quark de sabor i. Aquestes transicions són proporcionals a |Vij| 2.
A partir de 2023, la millor determinació de les magnituds individuals dels elements de la matriu CKM va ser:
{\displaystyle {\begin{bmatrix}|V_{ud}|&|V_{us}|&|V_{ub}|\\|V_{cd}|&|V_{cs}|&|V_{cb}|\\|V_{td}|&|V_{ts}|&|V_{tb}|\end{bmatrix}}={\begin{bmatrix}.97435\pm 0.00016&0.22500\pm 0.00067&0.00369\pm 0.00011\\0.22486\pm 0.00067&0.97349\pm 0.00016&0.04182_{-0.00074}^{+0.00085}\\0.00857_{-0.00018}^{+0.00020}&0.04110_{-0.00072}^{+0.00083}&0.999118_{-0.000036}^{+0.000031}\end{bmatrix}}.}
Utilitzant aquests valors, es pot comprovar la unitat de la matriu CKM. En particular, trobem que els elements de la matriu de la primera fila donen: {\displaystyle |V_{\mathrm {ud} }|^{2}+|V_{\mathrm {us} }|^{2}+|V_{\mathrm {ub} }|^{2}=.999997\pm .0007~;}
Fer els resultats experimentals d'acord amb el valor teòric d'1.
L'elecció de l'ús de quarks de tipus down a la definició és una convenció i no representa una asimetria preferida físicament entre els quarks de tipus up i down-type. Altres convencions són igualment vàlides: els estats propis de massa u, c, i t dels quarks de tipus up poden definir de manera equivalent la matriu en termes dels seus socis d'interacció febles u′, c′ i t′. Com que la matriu CKM és unitària, la seva inversa és la mateixa que la seva transposició conjugada, que utilitzen les opcions alternatives; apareix com la mateixa matriu, en una forma lleugerament alterada.

## Premi Nobel
El 2008, Kobayashi i Maskawa van compartir la meitat del Premi Nobel de Física "pel descobriment de l'origen de la simetria trencada que prediu l'existència d'almenys tres famílies de quarks a la natura". Es va informar que alguns físics albergaven sentiments amargs pel fet que el comitè del Premi Nobel no va recompensar el treball de Cabibbo, el treball anterior del qual estava estretament relacionat amb el de Kobayashi i Maskawa. Quan se li va demanar una reacció sobre el premi, Cabibbo va preferir no fer cap comentari.